# Terzaguilla
Terzaguilla es un despoblado de la provincia española de Guadalajara, ubicado en el término municipal de Terzaga.

## Historia
La aldea, que a mediados del siglo XIX tenía diez casas y una iglesia, pertenecía por aquel entonces ya al municipio de Terzaga. Aparece descrita en el decimocuarto volumen del Diccionario geográfico-estadístico-histórico de España y sus posesiones de Ultramar de Pascual Madoz de la siguiente manera:

TERZAGUILLA: ald. en la prov. de Guadalajara, part. jud. de Molina, térm. jurisd. de Terzaga. Tiene 10 casas y una igl. filial de la de Terzaga. pobl., riqueza y contr.: con Terzaga.
(Madoz, 1849, p. 748)

Ubicada al noroeste de Terzaga, en la obra Las comunidades de villa y tierra de la Extremadura castellana (1983) ya aparece citada como despoblado. Apenas quedan unas pocas ruinas.